# TWERB
TWERB (akronim w języku angielskim "Two Way Exclusion Relay Bids", dosłownie "Dwutorowe Wykluczające Odzywki Relayowe") to brydżowa konwencja licytacyjna.  Oryginalnie powstała jako obrona po silnym otwarciu 1♣, często używana jako obrona po 1BA przeciwników, a czasami także jako uniwersalna obrona po wszystkich silnych i szutnych otwarciach.
Korzystając z tej konwencji, wszystkie odzywki kolorowe są sztuczne - pokazują albo jednokolorówkę o jeden kolor wyżej, albo dwukolorówkę z dwoma następnymi kolorami, np: 2♣ pokazuje jednokolorową ręką w karach, albo dwukolorową w kolorach starszych.  Odzywki BA pokazują układy dwukolorowe na kolorach przedzielonych: trefle i kiery lub kara i piki.  Kontra (w zależności od ustaleń i od tego czy padła na BA czy na 1/2♣) jest albo siłowa albo pokazuje trefle lub kolory czerwone.  Po silnym otwarciu 1♣ pierwszy obrońca ma następujące odzywki do dyspozycji:
```
Kontra Kara lub kiery i piki,
1
♦
     Kiery lub piki i trefle,
1
♥
     Piki lub trefle i kara,
1♠     Trefle lub kara i kiery,
1BA    Trefle i kiery lub kara i piki,
2♣     Kara lub kiery i piki,
i tak dalej...
```

Po odzywce TWERB drugi broniący zazwyczaj licytuje do koloru partnera, a najniższa odzywka BA jest forsującym relayem pytającym o kolory.  Jeżeli TWERB zostaje skontrowany, to pas pokazuje długość w kolorze odzywki (partner może spasować jeżeli akurat ma kilka kart w tym kolorze), rekontra to odzywka "SOS" i wywołuje najbliższy kolor partnera, a nowy kolor jest naturalny i nieforsujący.